# Джарир ибн Атия
Джари́р ибн Ати́я ибн Хуза́йфа аль-Хатафи́ ат-Тами́ми (650—728, 732 или 733 год, г. Йамама, Аравия) — арабский поэт-сатирик. Представитель т. н. омейядской триады — наряду с аль-Ахталем, аль-Фараздаком. Происходит из рода Бану Кулейб ибн Ярбуа из недждийского племени тамим. Он родился в царствование халифа Османа, был выходцем из бедного бедуинского племени; был пастухом. Был придворным поэтом у аль-Хаджжаджа ибн Юсуфа.
При дворе омейядского халифа Абд аль-Малика, стал придворным панегиристом в Дамаске. В стихах, посвящённых халифам и высокопоставленным вельможам, восхвалял их щедрость, благочестие, созидательную деятельность.
Наибольшую известность Джарир приобрёл после победы в длительном поэтическом состязании с поэтами современниками — аль-Фараздаком, аль-Ахталем и Ади ибн ар-Рикой. Является автором многочисленных сатир, панегириков, поэм и превосходных элегий. Панегирики Джарира, посвященные разным лицам (омейядским халифам и их приближенным, племени кайситов, наместнику халифа в Иране и т. д.), длинны и высокопарны; в них прославляются не только традиционные добродетели правителей, но и их созидательная деятельность. Особым успехом у современников пользовались сатиры Джарира, в которых он ловко и ядовито, а подчас и грубо полемизирует со своими противниками.

## Сочинения
- Диван, Каир, 1313 с. г. х. (1895/96); Накаид Джарир а Ахталь, Бейрут, 1922.
- [Стихи] / Пер. Н.Воронель // Арабская поэзия средних веков. — М., 1975,— С. 136—142.
- [Стихи] / Пер. Ю. Стефанова // Из классической арабской поэзии. — М., 1983,— С. 97—104.